# Tomares (kommunhuvudort)
Tomares är en kommunhuvudort i Spanien.   Den ligger i provinsen Provincia de Sevilla och regionen Andalusien, i den sydvästra delen av landet, 400 km sydväst om huvudstaden Madrid. Tomares ligger 76 meter över havet och antalet invånare är 22 772.
Terrängen runt Tomares är platt. Runt Tomares är det mycket tätbefolkat, med 1 956 invånare per kvadratkilometer. Närmaste större samhälle är Sevilla, 6,5 km öster om Tomares. Runt Tomares är det i huvudsak tätbebyggt.